# Raionul Cimișlia
Raionul Cimișlia este un raion în sudul Republicii Moldova. Capitala sa este orașul Cimișlia.

## Demografie

### Statistici vitale
Principalii indicatori demografici, 2013:
- Natalitatea: ▼560 (9,2 la 1000 locuitori)
- Mortalitatea: ▼650 (10,7 la 1000 locuitori)
- Spor natural: -90

### Structura etnică
| Grup etnic | Populație | % Procentaj* |
| ---------- | --------- | ------------ |
| Moldoveni  | 53.303    | 87,49%       |
| Ucraineni  | 3.376     | 5,54%        |
| Ruși       | 2.371     | 3,89%        |
| Bulgari    | 1.341     | 2,20%        |
| Găgăuzi    | 278       | 0,46%        |
| Țigani     | 95        | 0,16%        |
| Alții      | 161       |              |

## Administrație și politică

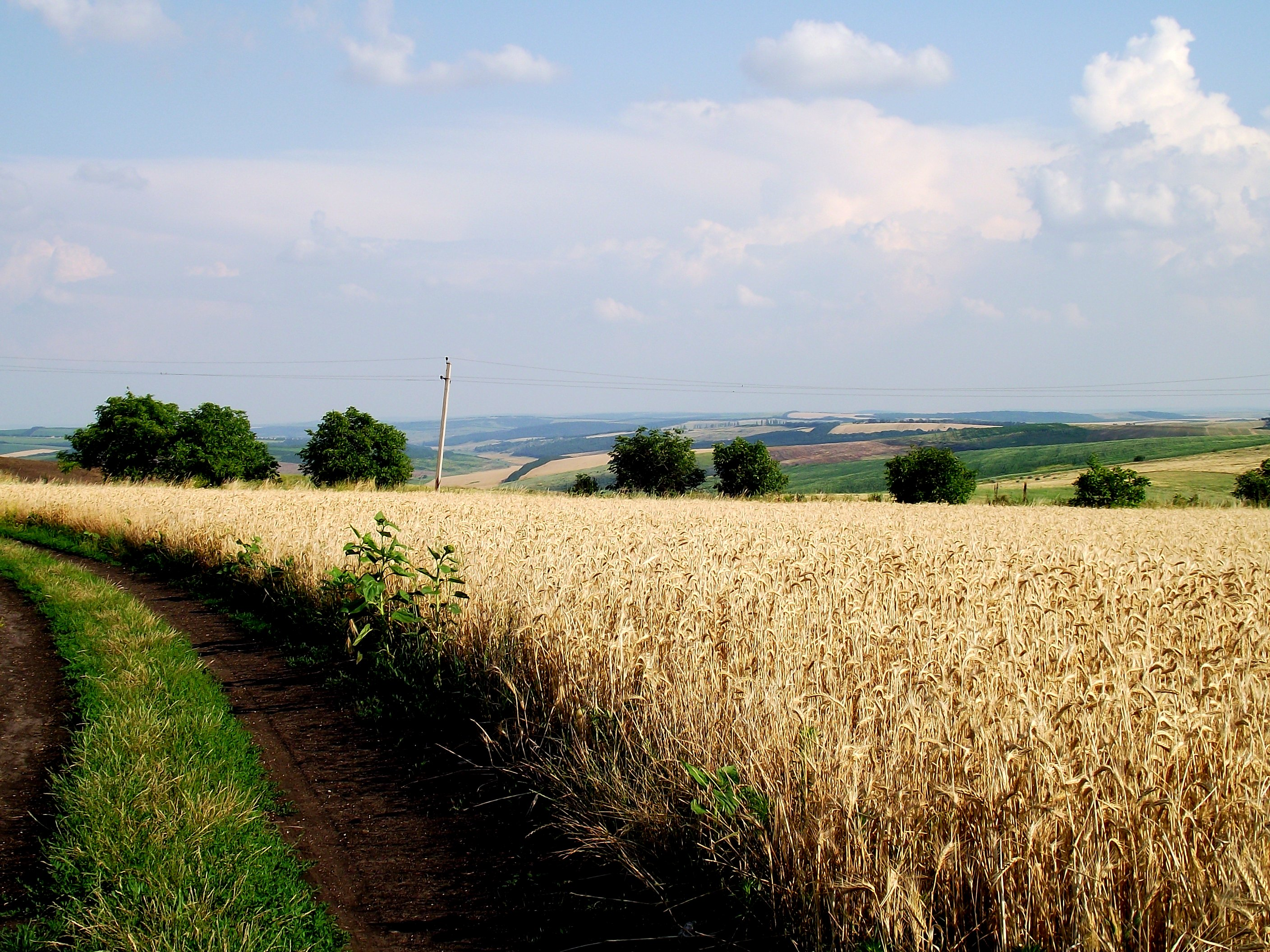
Peisaj din raion (în preajma localității Hîrtop)

Președintele raionului Cimișlia este Andrian Talmaci (PAS), ales la 1 decembrie 2023.
Componența Consiliului Raional Cimișlia (27 de consilieri), ales la 5 noiembrie 2023, este următoarea:
|  | Partid                                        | Consilieri | Componență | Componență | Componență | Componență | Componență | Componență | Componență | Componență | Componență | Componență | Componență | Componență | Componență |
|  | --------------------------------------------- | ---------- | ---------- | ---------- | ---------- | ---------- | ---------- | ---------- | ---------- | ---------- | ---------- | ---------- | ---------- | ---------- | ---------- |
|  | Partidul Acțiune și Solidaritate              | 13         |            |            |            |            |            |            |            |            |            |            |            |            |            |
|  | Partidul Social Democrat European             | 5          |            |            |            |            |            |            |            |            |            |            |            |            |            |
|  | Ion Țurcanu (independent)                     | 1          |            |            |            |            |            |            |            |            |            |            |            |            |            |
|  | Partidul Socialiștilor din Republica Moldova  | 2          |            |            |            |            |            |            |            |            |            |            |            |            |            |
|  | Partidul Dezvoltării și Consolidării Moldovei | 2          |            |            |            |            |            |            |            |            |            |            |            |            |            |
|  | Partidul Comuniștilor din Republica Moldova   | 2          |            |            |            |            |            |            |            |            |            |            |            |            |            |
|  | Platforma Demnitate și Adevăr                 | 1          |            |            |            |            |            |            |            |            |            |            |            |            |            |
|  | Partidul Schimbării                           | 1          |            |            |            |            |            |            |            |            |            |            |            |            |            |

## Diviziuni administrative
Raionul Cimișlia este alcătuit din 39 localități: 1 oraș, 22 comune și 16 sate.
| Denumire         | oraș / centru de comună / sat             |
| ---------------- | ----------------------------------------- |
| Albina           | centru de comună                          |
| Artimonovca      | sat în comuna Javgur                      |
| Batîr            | sat (comună)                              |
| Bogdanovca Nouă  | sat în Cimișlia                           |
| Bogdanovca Veche | sat în Cimișlia                           |
| Cenac            | sat (comună)                              |
| Cimișlia         | oraș, reședință de raion                  |
| Ciucur-Mingir    | sat (comună)                              |
| Codreni          | centru de comună                          |
| Coștangalia      | sat în comuna Ecaterinovca                |
| Dimitrovca       | sat în Cimișlia                           |
| Ecaterinovca     | centru de comună                          |
| Fetița           | sat în comuna Albina                      |
| Gradiște         | centru de comună                          |
| Gura Galbenei    | sat (comună)                              |
| Hîrtop           | centru de comună                          |
| Ialpug           | sat în comuna Hîrtop                      |
| Ialpujeni        | centru de comună                          |
| Iurievca         | sat în comuna Gradiște                    |
| Ivanovca Nouă    | sat (comună)                              |
| Javgur           | centru de comună                          |
| Lipoveni         | centru de comună                          |
| Marienfeld       | sat în comuna Ialpujeni                   |
| Maximeni         | sat în comuna Javgur                      |
| Mereni           | sat în comuna Albina                      |
| Mihailovca       | sat (comună)                              |
| Munteni          | sat în comuna Lipoveni                    |
| Porumbrei        | centru de comună                          |
| Prisaca          | sat în comuna Hîrtop                      |
| Sagaidac         | sat (comună)                              |
| Sagaidacul Nou   | sat în comuna Porumbrei                   |
| Satul Nou        | sat (comună)                              |
| Schinoșica       | sat în comuna Lipoveni                    |
| Selemet          | sat (comună)                              |
| Suric            | sat (comună)                              |
| Topala           | sat (comună)                              |
| Troițcoe         | sat (comună)                              |
| Valea Perjei     | sat (comună)                              |
| Zloți            | sat în comuna Codreni, stație cale ferată |